# Grammy Award for Best Female Country Vocal Performance

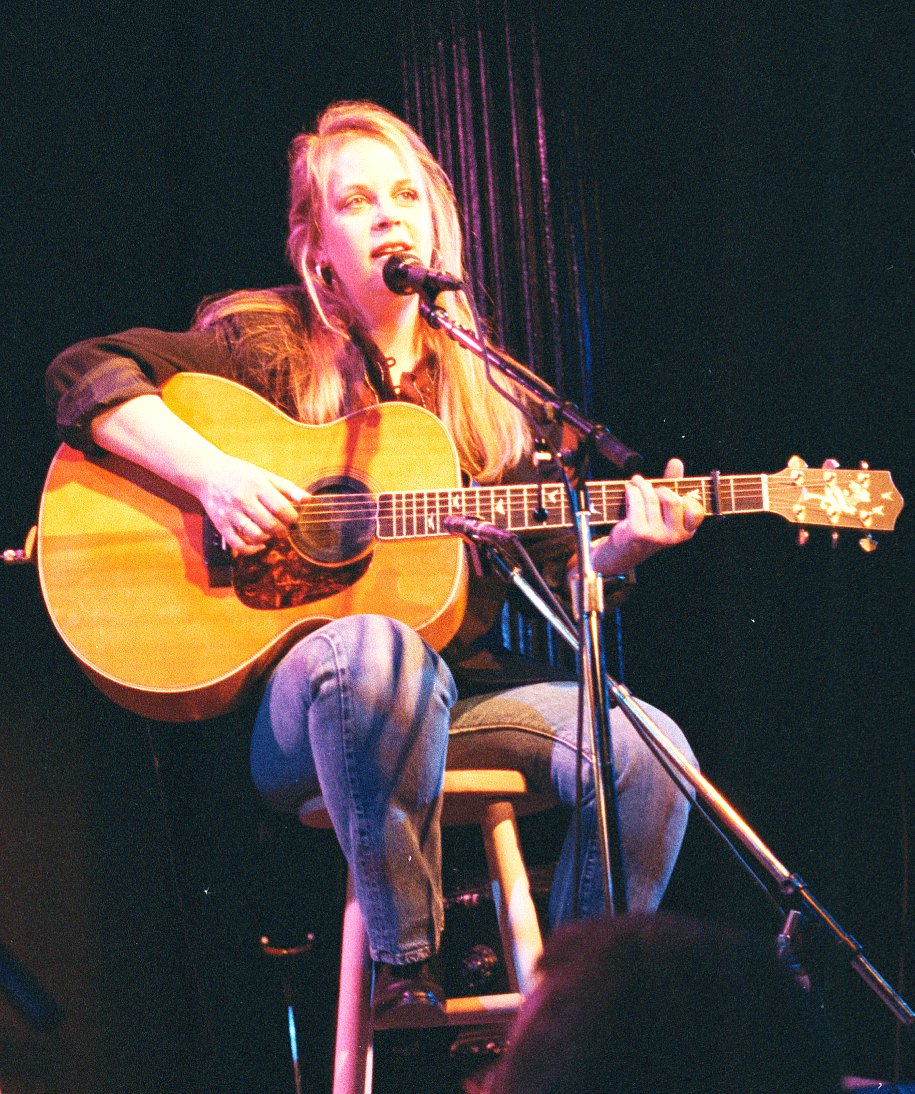
Mary Chapin Carpenter war sechs Mal für den Grammy Award for Best Female Country Vocal Performance nominiert und hat ihn vier Mal erhalten.

Der Grammy Award for Best Female Country Vocal Performance, auf Deutsch „Grammy-Auszeichnung für die beste weibliche Country-Gesangsdarbietung“, ist ein Musikpreis, der von 1965 bis 2011 von der amerikanischen Recording Academy im Bereich der Country-Musik verliehen wurde.

## Geschichte und Hintergrund
Die seit 1959 verliehenen Grammy Awards werden jährlich in zahlreichen Kategorien von der Recording Academy in den Vereinigten Staaten vergeben, um künstlerische Leistung, technische Kompetenz und hervorragende Gesamtleistung ohne Rücksicht auf die Album-Verkäufe oder Chart-Position zu würdigen.
Eine dieser Kategorien ist der Grammy Award for Best Female Country Vocal Performance. Der Preis wurde von 1965 bis 2011 vergeben. Im ersten Jahr ging er an Dottie West für das Lied Here Comes My Baby.
Der Preis hatte einige kleinere Namensänderungen:
- Von 1965 bis 1967 hieß er Grammy Award for Best Country & Western Vocal Performance - Female
- 1968 wurde er in Grammy Award for Best Country & Western Solo Vocal Performance, Female umbenannt
- Von 1969 bis 1994 nannte er sich Grammy Award for Best Country Vocal Performance, Female
- Von 1995 bis 2011 hatte er die Bezeichnung Grammy Award for Best Female Country Vocal Performance.

Die Auszeichnung wurde 2011 in einer umfassenden Überarbeitung der Grammy-Kategorien eingestellt. Von 2012 bis heute werden alle Soloauftritte (männlich, weiblich und instrumental) im Bereich der Country-Musik in der neu vergebenen Kategorie Grammy Award for Best Country Solo Performance ausgezeichnet.

## Gewinner und Nominierte
| Jahr | Gewinner              | Nationalität                  | Werk                                            | Nominierte | Bild des/der Gewinner(s) |
| ---- | --------------------- | ----------------------------- | ----------------------------------------------- | --- | ------------------------ |
| 1965 | Dottie West           | Vereinigte Staaten            | Here Comes My Baby                              | - Skeeter Davis — He Says The Same Things To Me - Wanda Jackson — The Two Sides of Wanda Jackson - Jean Shepard — Second Fiddle - Connie Smith — Once a Day                               |                          |
| 1966 | Jody Miller           | Vereinigte Staaten            | Queen of the House                              | - Molly Bee — Single Girl Again - Wilma Burgess — Baby - Skeeter Davis — Sun Glasses - Dottie West — Before the Ring on Your Finger Turns Green                                           |                          |
| 1967 | Jeannie Seely         | Vereinigte Staaten            | Don’t Touch Me                                  | - Jan Howard — Evil on Your Mind - Loretta Lynn — Don’t Come Home a Drinkin’ (With Lovin’ on Your Mind) - Connie Smith — Ain’t Had No Lovin’ - Dottie West — Would You Hold It Against Me |                          |
| 1968 | Tammy Wynette         | Vereinigte Staaten            | I Don’t Wanna Play House                        | - Liz Anderson — Mama Spank - Skeeter Davis — What Does it Take - Connie Smith — Cincinnati, Ohio - Dottie West — Paper Mansions                                                          |                          |
| 1969 | Jeannie C. Riley      | Vereinigte Staaten            | Harper Valley P.T.A.                            | - Lynn Anderson — Big Girls Don’t Cry - Jan Howard — My Son - Dottie West — Country Girl - Tammy Wynette — D-I-V-O-R-C-E                                                                  |                          |
| 1970 | Tammy Wynette         | Vereinigte Staaten            | Stand By Your Man                               | - Lynn Anderson — That’s a No No - Jeannie C. Riley — The Backside of Dallas - Connie Smith — Ribbon of Darkness - Diana Trask — I Fall to Pieces                                         |                          |
| 1971 | Lynn Anderson         | Vereinigte Staaten            | Rose Garden                                     | - Wanda Jackson — A Woman Lives for Love - Dolly Parton — Mule Skinner Blues - Jean Shepard — Then He Touched Me - Tammy Wynette — Run Woman Run                                          |                          |
| 1972 | Sammi Smith           | Vereinigte Staaten            | Help Me Make It Through the Night               | - Lynn Anderson — How Can I Unlove You - Jody Miller — He’s So Fine - Dolly Parton — Joshua - Tammy Wynette — Good Lovin’ (Makes It Right)                                                |                          |
| 1973 | Donna Fargo           | Vereinigte Staaten            | The Happiest Girl in the Whole USA              | - Skeeter Davis — One Tin Soldier - Loretta Lynn — One’s on the Way - Dolly Parton — Touch Your Woman - Tanya Tucker — Delta Dawn - Tammy Wynette — My Man                                |                          |
| 1974 | Olivia Newton-John    | Australien Vereinigte Staaten | Let Me Be There                                 | - Barbara Fairchild — Teddy Bear Song - Marie Osmond — Paper Roses - Dottie West — Country Sunshine - Tammy Wynette — Kids Say the Darnest Things                                         |                          |
| 1975 | Anne Murray           | Kanada                        | A Love Song                                     | - Dolly Parton — Jolene - Tanya Tucker — Would You Lay with Me (In a Field of Stone) - Dottie West — Last Time I Saw Him - Tammy Wynette — Woman to Woman                                 |                          |
| 1976 | Linda Ronstadt        | Vereinigte Staaten            | I Can’t Help It (If I’m Still in Love with You) | - Jessi Colter — I’m Not Lisa - Emmylou Harris — If I Could Only Win Your Love - Loretta Lynn — The Pill - Dolly Parton — Jolene (Titel vom Album In Concert)                             |                          |
| 1977 | Emmylou Harris        | Vereinigte Staaten            | Elite Hotel                                     | - Crystal Gayle — I’ll Get Over You - Dolly Parton — All I Can Do - Mary Kay Place — Tonite at the Capri Lounge: Loretta Hagers - Tammy Wynette — ’Til I Can Make It on My Own            |                          |
| 1978 | Crystal Gayle         | Vereinigte Staaten            | Don’t It Make My Brown Eyes Blue                | - Janie Fricke — What’re You Doin’ Tonight - Emmylou Harris — Making Believe - Barbara Mandrell — After the Lovin’ - Dolly Parton — (Your Love Has Lifted Me) Higher and Higher           |                          |
| 1979 | Dolly Parton          | Vereinigte Staaten            | Here You Come Again                             | - Crystal Gayle — Talking in Your Sleep - Emmylou Harris — Quarter Moon in a Ten Cent Town - Barbara Mandrell — Sleeping Single in a Double Bed - Anne Murray — Walk Right Back           |                          |
| 1980 | Emmylou Harris        | Vereinigte Staaten            | Blue Kentucky Girl                              | - Crystal Gayle – We Should Be Together - Brenda Lee – Tell Me What It’s Like - Barbara Mandrell – Just for the Record - Billie Jo Spears – I Will Survive                                |                          |
| 1981 | Anne Murray           | Kanada                        | Could I Have This Dance                         | - Crystal Gayle – If You Ever Change Your Mind - Emmylou Harris – Roses in the Snow - Barbara Mandrell – The Best of Strangers - Sissy Spacek – Coal Miner’s Daughter                     |                          |
| 1982 | Dolly Parton          | Vereinigte Staaten            | 9 to 5                                          | - Rosanne Cash – Seven Year Ache - Terri Gibbs – Somebody’s Knockin’ - Barbara Mandrell – I Was Country When Country Wasn’t Cool - Juice Newton – Queen of Hearts                         |                          |
| 1983 | Juice Newton          | Vereinigte Staaten            | Break It to Me Gently                           | - Rosanne Cash – Ain’t No Money - Emmylou Harris – Cimarron - Dolly Parton – I Will Always Love You - Sylvia – Nobody                                                                     |                          |
| 1984 | Anne Murray           | Kanada                        | A Little Good News                              | - Deborah Allen – Baby I Lied - Crystal Gayle – Baby, What About You - Emmylou Harris – Last Date - Dolly Parton – Burlap & Satin                                                         |                          |
| 1985 | Emmylou Harris        | Vereinigte Staaten            | In My Dreams                                    | - Janie Fricke – Your Heart’s Not in It - Crystal Gayle – The Sound of Goodbye - Anne Murray – Heart over Mind - Dolly Parton – Tennessee Homesick Blues                                  |                          |
| 1986 | Rosanne Cash          | Vereinigte Staaten            | I Don’t Know Why You Don’t Want Me              | - Janie Fricke – She’s Single Again - Emmylou Harris – The Ballad of Sally Rose - Juice Newton – You Make Me Want to Make You Mine - Dolly Parton – Real Love                             |                          |
| 1987 | Reba McEntire         | Vereinigte Staaten            | Whoever’s in New England                        | - Crystal Gayle – Cry - Holly Dunn – Daddy’s Hands - Emmylou Harris – Today I Started Loving You Again - Kathy Mattea – Love at the Five and Dime                                         |                          |
| 1988 | K. T. Oslin           | Vereinigte Staaten            | 80s Ladies                                      | - Rosanne Cash – King’s Record Shop - Emmylou Harris – Angel Band - Reba McEntire – The Last One to Know - Tanya Tucker – Love Me Like You Used To                                        |                          |
| 1989 | K. T. Oslin           | Vereinigte Staaten            | Hold Me                                         | - Emmylou Harris – Back in Baby’s Arms - k.d. lang – I’m Down to My Last Cigarette - Reba McEntire – Reba - Tanya Tucker – Strong Enough to Bend                                          |                          |
| 1990 | k.d. lang             | Kanada                        | Absolute Torch and Twang                        | - Rosanne Cash – I Don’t Want to Spoil the Party - Emmylou Harris – Bluebird - Kathy Mattea – Willow in the Wind - Dolly Parton – Why’d You Come in Here Lookin’ Like That                |                          |
| 1991 | Kathy Mattea          | Vereinigte Staaten            | Where’ve You Been                               | - Mary Chapin Carpenter – Quittin’ Time - Carlene Carter – I Fell in Love - Reba McEntire – You Lie - K.T. Oslin – Come Next Monday                                                       |                          |
| 1992 | Mary Chapin Carpenter | Vereinigte Staaten            | Down at the Twist and Shout                     | - Kathy Mattea – Time Passes By - Reba McEntire – For My Broken Heart - Tanya Tucker – Down to My Last Teardrop - Trisha Yearwood – She’s in Love with the Boy                            |                          |
| 1993 | Mary Chapin Carpenter | Vereinigte Staaten            | I Feel Lucky                                    | - Wynonna Judd – Wynonna - Reba McEntire – The Greatest Man I Never Knew - Lorrie Morgan – Something in Red - Pam Tillis – Maybe It Was Memphis                                           |                          |
| 1994 | Mary Chapin Carpenter | Vereinigte Staaten            | Passionate Kisses                               | - Emmylou Harris – High Powered Love - Tanya Tucker – Soon - Wynonna Judd – Only Love - Trisha Yearwood – Walkaway Joe                                                                    |                          |
| 1995 | Mary Chapin Carpenter | Vereinigte Staaten            | Shut Up and Kiss Me                             | - Wynonna Judd – Is It Over Yet - Patty Loveless – How Can I Help You Say Goodbye - Martina McBride – Independence Day - Reba McEntire – She Thinks His Name Was John                     |                          |
| 1996 | Alison Krauss         | Vereinigte Staaten            | Baby Now That I’ve Found You                    | - Patty Loveless – You Don’t Even Know Who I Am - Martina McBride – Safe in the Arms of Love - Pam Tillis – Mi Vida Loca (My Crazy Life) - Shania Twain – Any Man of Mine                 |                          |
| 1997 | LeAnn Rimes           | Vereinigte Staaten            | Blue                                            | - Mary Chapin Carpenter – Let Me into Your Heart - Deana Carter – Strawberry Wine - Alison Krauss – Baby Mine - Trisha Yearwood – Believe Me Baby (I Lied)                                |                          |
| 1998 | Trisha Yearwood       | Vereinigte Staaten            | How Do I Live                                   | - Deana Carter – Did I Shave My Legs For This? - Patty Loveless – The Trouble with the Truth - LeAnn Rimes – How Do I Live - Pam Tillis – All the Good Ones Are Gone                      |                          |
| 1999 | Shania Twain          | Kanada                        | You’re Still the One                            | - Emmylou Harris – Love Still Remains - Faith Hill – This Kiss - Lee Ann Womack – A Little Past Little Rock - Trisha Yearwood – There Goes My Baby                                        |                          |
| 2000 | Shania Twain          | Kanada                        | Man! I Feel Like a Woman!                       | - Emmylou Harris – Ordinary Heart - Faith Hill – Let Me Let Go - Alison Krauss – Forget About It - Martina McBride – I Love You                                                           |                          |
| 2001 | Faith Hill            | Vereinigte Staaten            | Breathe                                         | - Jo Dee Messina – That’s the Way - Dolly Parton – Travelin’ Prayer - Lee Ann Womack – I Hope You Dance - Trisha Yearwood – Real Live Woman                                               |                          |
| 2002 | Dolly Parton          | Vereinigte Staaten            | Shine                                           | - Sheryl Crow – Long Gone Lonesome Blues - Jamie O’Neal – There Is No Arizona - Lucinda Williams – Cold, Cold Heart - Trisha Yearwood – I Wouldve Loved You Anyway                        |                          |
| 2003 | Faith Hill            | Vereinigte Staaten            | Cry                                             | - Martina McBride – Blessed - Dolly Parton – Dagger Through the Heart - Lucinda Williams – Lately - Lee Ann Womack – Something Worth Leaving Behind                                       |                          |
| 2004 | June Carter Cash      | Vereinigte Staaten            | Keep on the Sunny Side                          | - Patty Loveless – On Your Way Home - Martina McBride – This One’s for the Girls - Dolly Parton – I’m Gone - Shania Twain – Forever and for Always                                        |                          |
| 2005 | Gretchen Wilson       | Vereinigte Staaten            | Redneck Woman                                   | - Alison Krauss – You Will Be My Ain True Love - Loretta Lynn – Miss Being Mrs. - Martina McBride – In My Daughter’s Eyes - Shania Twain – She’s Not Just a Pretty Face                   |                          |
| 2006 | Emmylou Harris        | Vereinigte Staaten            | The Connection                                  | - Faith Hill – Mississippi Girl - Gretchen Wilson – All Jacked Up - Lee Ann Womack – I May Hate Myself in the Morning - Trisha Yearwood – Georgia Rain                                    |                          |
| 2007 | Carrie Underwood      | Vereinigte Staaten            | Jesus, Take the Wheel                           | - Miranda Lambert – Kerosene - Martina McBride – I Still Miss Someone - LeAnn Rimes – Something’s Gotta Give - Gretchen Wilson – I Don’t Feel Like Loving You Today                       |                          |
| 2008 | Carrie Underwood      | Vereinigte Staaten            | Before He Cheats                                | - Alison Krauss – Simple Love - Miranda Lambert – Famous in a Small Town - LeAnn Rimes – Nothin’ Better to Do - Trisha Yearwood – Heaven, Heartache and the Power of Love                 |                          |
| 2009 | Carrie Underwood      | Vereinigte Staaten            | Last Name                                       | - Martina McBride – For These Times - LeAnn Rimes – What I Cannot Change - Lee Ann Womack – Last Call - Trisha Yearwood – This Is Me Youre Talking To                                     |                          |
| 2010 | Taylor Swift          | Vereinigte Staaten            | White Horse                                     | - Miranda Lambert – Dead Flowers - Martina McBride – I Just Call You Mine - Carrie Underwood – Just a Dream - Lee Ann Womack – Solitary Thinkin’                                          |                          |
| 2011 | Miranda Lambert       | Vereinigte Staaten            | The House That Built Me                         | - Jewel – Satisfied - LeAnn Rimes – Swingin’ - Carrie Underwood – Temporary Home - Gretchen Wilson – I’d Love to Be Your Last                                                             |                          |